# Новоивановское (Одинцовский район)
Новоива́новское — посёлок городского типа в Одинцовском городском округе Московской области России.

## География
Новоивановское расположено в восточной части округа по обеим сторонам Минского шоссе. Граничит с Можайским районом Москвы, селом Немчиновка, деревней Марфино, Инновационным Центром Сколково (инновационный центр).

## История
Посёлок образован в 2004 году постановлением Губернатора Московской области от 9 августа 2004 года N 169-ПГ, в соответствии с которым деревня Новоивановское и посёлок НИИ сельского хозяйства «Немчиновка» были объединены и преобразованы в рабочий посёлок Новоивановское.
С 2005 до 2019 года поселок был центром городского поселения Новоивановское Одинцовского района.
1 июля 2012 года в рамках проекта по расширению территории Москвы территория «Сколково» площадью 6,18 км² была передана из городского поселения Новоивановское Одинцовского района Московской области в состав Можайского района Западного административного округа Москвы. 
С 2019 года в связи с упразднением Одинцовского муниципального района и всех ранее входивших в него поселений относится к Одинцовскому городскому округу.

## Население
| 2002    | 2006    | 2009  | 2010  | 2012  | 2013  | 2014    |
| ------- | ------- | ----- | ----- | ----- | ----- | ------- |
| 712     | ↗5691   | ↗6847 | ↘6003 | ↘5904 | ↘5873 | ↗5885   |
| 2015    | 2016    | 2017  | 2018  | 2019  | 2020  | 2021    |
| ↘5834   | ↘5725   | ↘5658 | ↘5539 | ↘5429 | ↘5326 | ↗12 338 |
| 2023    | 2024    |       |       |       |       |         |
| ↗13 193 | ↗13 269 |       |       |       |       |         |

## Экономика
На территории поселка расположена Кадастровая палата Московской области, располагался НИИ сельского хозяйства центральных районов Нечернозёмной зоны.
До 2020 года в поселке располагался центральный офис ГУП МО «Мособлгаз», до 2022 года Министерство образования Московской области.
В Новоивановском расположены торговые центры «Орбион», «Три Кита», «Ашан», «Можайский двор» и другие, сети «Формула кино», «Пятерочка», «Карусель», «М.Видео», «Hoff», «OBI».
В 2022 году была открыта Live Арена — многофункциональный зрелищный центр, трансформируемый под любые типы мероприятий, вместимостью до 11 000 человек.

## Образование

### Среднее образование
- Средняя образовательная школа МБОУ Немчиновский Лицей[21]
- Частная школа «Венда», отделение «Сколково»[22]

### Детские сады
- Дошкольное отделение детский сад № 33[23]
- Дошкольное отделение детский сад № 38
- Детский Сад «Либери»

В непосредственной близости от р.п. Новоивановское также находятся следующие образовательные учреждения в Инновационного Центра «Сколково» (до 2012г - часть р.п. Новоивановское):

### Высшее образование
- «Сколковский Институт Науки и Технологий»
- «Школа управления Сколково»

### Среднее образование
- «Международная гимназия Сколково»

## Транспорт
Автобусы

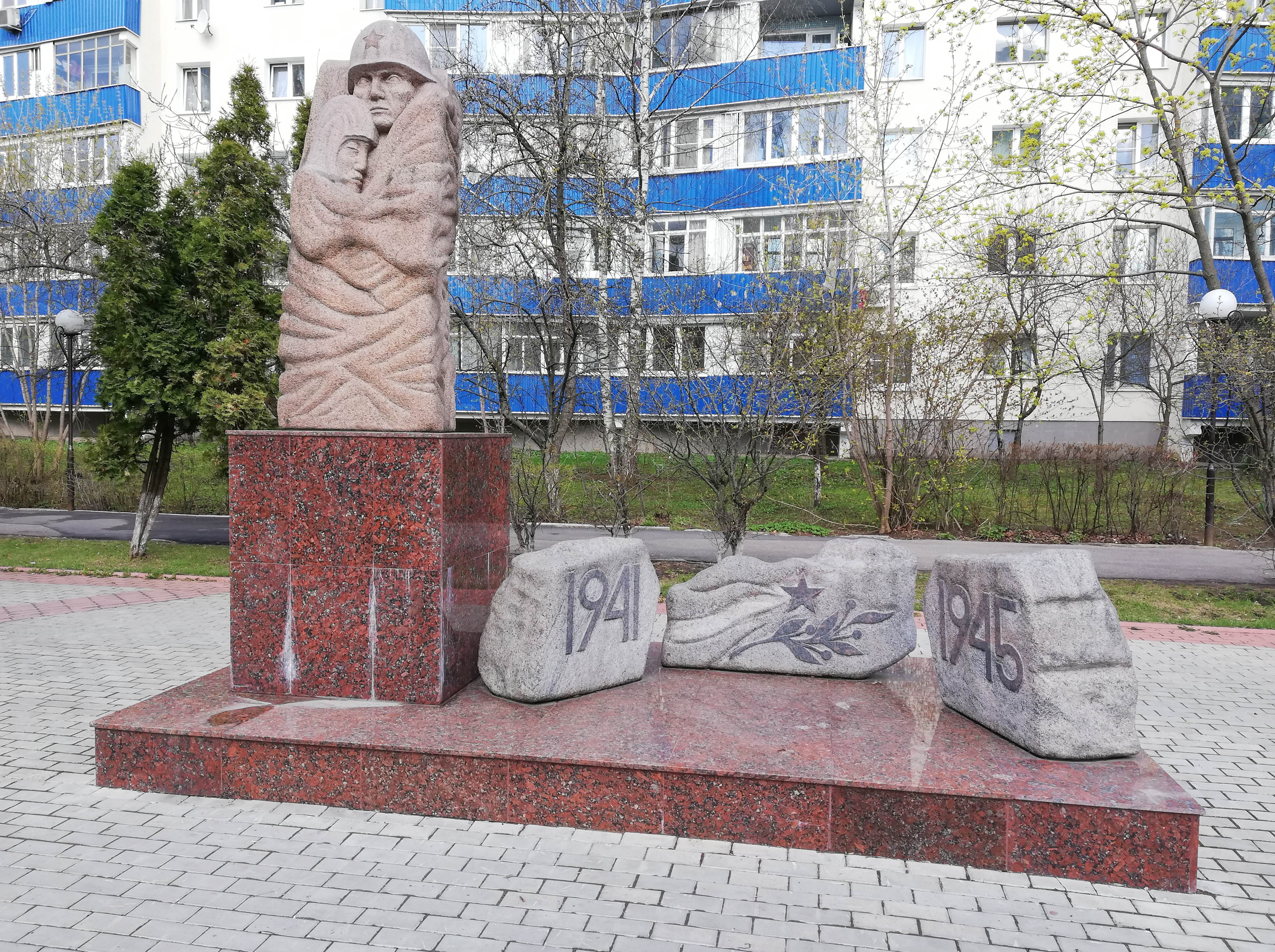
Памятник советским воинам в Новоивановском

Через посёлок проходят автобусные маршруты: № 139, № 301, № 339, № 418, № 442, № 454, № 457, № 461, № 477, № 1056, следующие до станций метро «Филёвский парк», метро «Славянский бульвар», метро Парк Победы, метро Юго-Западная, а также Киевского вокзала, городов Одинцово, Можайск, Краснознаменск, Верея и Власиха. Также ходят маршрутки № 76 и № 477.
Железнодорожный транспорт
На границе Новоивановского с Инновационным Центром Сколково и селом Немчиновка расположены две станции Линии МЦД-1: Сколково и Немчиновка Белорусского направления Московской железной дороги.